# Summon
Summon ist ein seit 2009 angebotener web-scale discovery service der Firma Serials Solutions. Es handelt sich hierbei um eine einheitliche Suchoberfläche für die lokalen und elektronischen, webweiten Ressourcen einer Bibliothek. Der Index der externen Metadaten, der hierfür durchsucht wird, ist im Produkt Summon enthalten. Die Daten der eigenen Bibliothek werden dabei integriert. Ein Linkresolver realisiert den Zugang zu elektronischen Volltexten. Summon kann somit als Bibliothekskatalog einer Bibliothek eingesetzt werden. Die Firma Serials Solutions ist seit 2000 im Bereich ERAMS (E-Resource Access and Management Service) spezialisiert und bietet Bibliotheken als Dienstleister Zugangsmanagement und Suchdienste für elektronische Inhalte an.

## Zielgruppe
Zielgruppe von Summon sind vor allem wissenschaftliche Bibliotheken, die ihren Nutzern einfachen Zugang sowohl zu den lokalen, physisch vorhandenen als auch zu weltweit verteilten elektronischen Ressourcen geben wollen, ohne bei der Recherche Kenntnis von der Natur dieser Ressourcen (Bücher, [elektronische] Zeitschriften, [elektronische] Aufsätze, Dokumente, Videos, Fotos, Datenbanken etc.) haben zu müssen.

## Entwicklungsgeschichte
Serials Solutions wurde 1999 von den Brüdern Steve, Mike und Peter McCracken im US-amerikanischen Seattle gegründet. Ihr Ziel war, elektronische Bibliothekskataloge stark zu verbessern, um die Ressourcen einer Bibliothek nachhaltig ausschöpfen zu können. 2004 wurde Serials Solutions durch ProQuest erworben und gehört als dessen Abteilung seit 2007 zur Cambridge Information Group, vereinigt mit Cambridge Scientific Abstracts zu ProQuest CSA. Hierdurch fusionierte Serials Solutions auch mit der herausgebenden Firma des dominierenden Zeitschriften-Nachweisorgans Ulrich’s Periodicals Directory.
Serials Solutions bietet heute bibliographische Nachweissysteme (Ulrich’s), Suchoberflächen für die Ressourcen einer Bibliothek (AquaBrowser), Zugangs- und Erschließungssysteme für alle Ressourcen einer Bibliothek (Serials Solution 360) sowie virtuelle Suchoberflächen (WebFeat) an.
Summon wurde 2009 vorgestellt und befindet sich zurzeit noch in der Beta-Phase. Es vereint viele der bisher bereits von Serials Solutions gebotenen Dienstleistungen und umfasst erstmals auch die Bereitstellung der Metadaten – die Recherche in den Metadaten der Bibliothek wird erweitert durch einen zu Summon gehörenden Index, der umfangreiche Nachweise von Verlagen und anderen Anbietern umfasst. Es handelt sich demnach bei Summon nicht um einen Meta-Katalog; eine virtuelle Suche ist somit nicht mehr notwendig. Vorteil: Der eigene Index, auf dem eine Suchmaschine aufgesetzt wird, erhöht die Recherchegeschwindigkeit und erweitert die Suchmöglichkeiten. Nachteil: Es ist aufwendig, die in oft heterogenen Formaten vorliegenden Daten aufzubereiten, in den Index zu laden und regelmäßig zu aktualisieren.

## Inhalte
Der von Summon aufgebaute Index enthält Metadaten fremder Anbieter von elektronischen Volltexten (z. B. von Verlagen wie Springer oder Sage), aber auch Nachweise aus bibliographischen Datenbanken wie MLA oder LexisNexis. Bislang sind nach eigenen Angaben über 400 Millionen Artikelnachweise aus über 50.000 Zeitschriften vorhanden. Der Summon-Index enthält auch Einträge aus den elektronischen Volltexten.
Je nach Anwendungsfall werden zusätzlich die Metadaten der nutzenden Bibliothek hinzugefügt; hierunter können sich auch Nachweise aus institutionseigenen Repositorien befinden (an der Bibliothek der University of Sydney, Beta-Anwender von Summon, wurde zum Beispiel das Sydney eScholarship repository integriert). Ob auch weitere Open-Access-Literatur aus anderen, z. B. fachlichen, Repositorien nachgewiesen wird, ist nicht bekannt.

## Funktionsumfang
Die Suchoberfläche von Summon ist gekennzeichnet von Minimalismus: Der Einstieg in die einfache Suche wird durch ein einzelnes Suchfeld gewährleistet, über das Bücher, Artikel aus Print-Zeitschriften oder elektronische Volltexte gefunden werden sollen, ohne nähere Kenntnis der Bibliotheksbestände vorauszusetzen. Da sich alle Metadaten in einem eigenen Index („pre indexed“) befinden, ist die Zeit für eine Suchabfrage sehr schnell (ca. 3 s bei einer Treffermenge von 135.000).
Neben den üblichen Recherchemöglichkeiten wie Phrasensuche oder den Einsatz von Booleschen Operatoren, gibt es auch die Suche nach ähnlichen Suchbegriffen, die Berücksichtigung der Entfernung verschiedener Suchbegriffe zueinander (Proximity) und verschiedene Trunkierungs- und Maskierungsfunktionen. Zahlreiche Drill-Down-, Eingrenzungs- und Filtermöglichkeiten werden angeboten, durch welche die erzielte Treffermenge nachträglich verfeinert und verändert werden kann (z. B. nach „content type“, „subject term“ oder „language“). Im Weiteren können Ergebnisse über den Bibliotheksbestand hinaus hinzugefügt werden. Ebenso gibt es bei geringer Trefferzahl „Did you mean?“-Vorschläge.
Die Ergebnisliste ist standardmäßig nach Relevanz sortiert, kann allerdings alternativ nach Datum sortiert werden. Es ist möglich, das Relevanzranking zu beeinflussen: Bei Eingabe mehrerer Wörter kann das wichtigere Wort gekennzeichnet werden. Der Algorithmus, der zum Ranking genutzt werden, soll in Zusammenarbeit mit den Bibliothekskunden weiter verbessert werden. Die Suchergebnisse können auch in Literaturverwaltungsprogramme exportiert werden.
Der Datenbestand von Serial Solutions enthält keine Information darüber, durch welchen Weg/Link ein konkreter Nutzer am Ende auf das gefundene Dokument gelangt. Dafür wird ein lokaler OpenURL-Resolver (ein weiteres Angebot von Serial Solutions) angesprochen.

## Technische Grundlagen
Über die Suchmaschinensoftware und den Rankingalgorithmus, den Summon nutzt, ist nichts veröffentlicht. Der entscheidende Unterschied zu üblichen Meta-Katalogen und Bibliotheks-Portalen besteht darin, dass es sich um keine virtuelle Suche über mehrere unterschiedliche Kataloge handelt, sondern dass sich alle nachgewiesenen Ressourcen in einem gemeinsamen Index befinden. Darüber hinaus gibt es keine Suchergebnisse; die Qualität von Summon hängt in Zukunft also davon ab, in welchem Umfang der Index erweitert und aktuell gehalten wird.
Alle Daten liegen auf Servern von Serials Solutions, womit die Wartung und Pflege für die Bibliotheksmitarbeiter entfällt. Die Suchoberfläche sieht im Prinzip bei jeder Bibliothek gleich aus, in Zukunft soll es aber auch optional konfigurierbare APIs zur besseren Integration in die lokalen Angebote geben. Die Graphik Summon Diagram stellt die Funktionsweise dar.